# عقدة S
في الجاذبية الكمية الحلقية ، تعتبر العقدة "S" فئة تكافؤ لشبكات الدوران تحت أشكال مختلفة. في هذه الشكلية ، تمثل عقدة "S" الحالات الكمومية لحقل الجاذبية.

## روابط خارجية
- Living Reviews in Relativity: Loop Quantum Gravity: Diffeomorphism invariance
- Rovelli, Carlo (1996-10-14). "Black Hole Entropy from Loop Quantum Gravity". Physical Review Letters. American Physical Society (APS). 77 (16): 3288–3291. arXiv: gr-qc/9603063v1